# Agustín Ortiz de Villajos
Agustín Ortiz de Villajos, né à Quintanar de la Orden en 1832 et mort à Madrid le 28 octobre 1902, est un architecte espagnol du XIXe siècle.

## Biographie
Bien qu'il réalisa pratiquement toute son œuvre à Madrid, il est surtout connu pour avoir représenté l'Espagne lors de l'Exposition universelle de 1878 à Paris en ayant construit son pavillon.
Ses œuvres entrent dans le courant de l'éclectisme et néo-mudéjar et se caractérisent par l'utilisation d'éléments de l'ancien art hispano-mauresque. Son style, si particulier pour sa façon de travailler les volumes et les surfaces, fut appelé « style Villajero ».

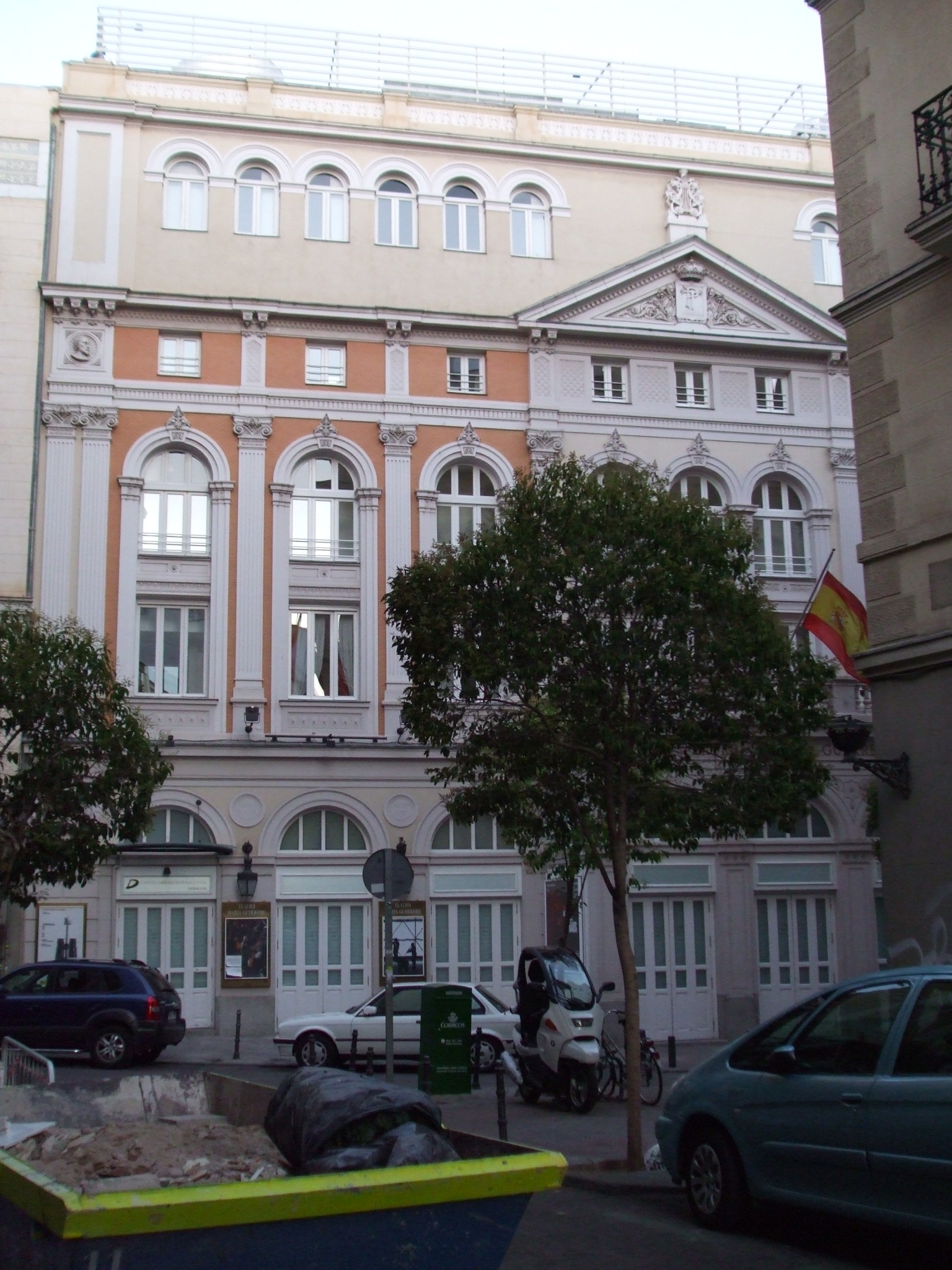
Le Teatro María Guerrero, à Madrid.

Il obtient la médaille de première classe à l'Exposition nationale des beaux-arts de 1864.
Marié à Concepción Guillén et père de deux filles, Carmen et Luisa, il meurt le 28 octobre 1902.

## Œuvres

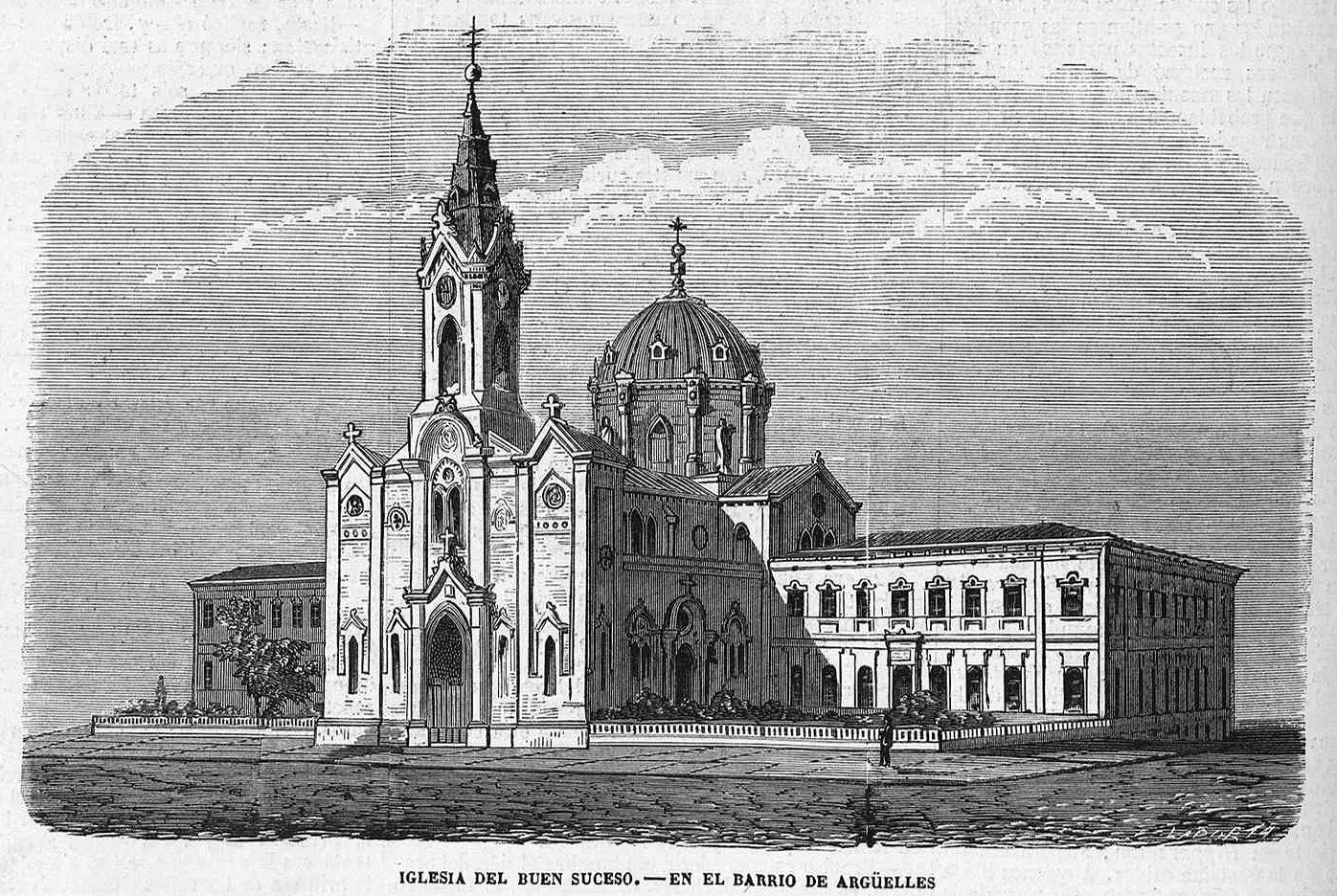
Segunda iglesia del Buen Suceso (El Museo Universal, 1868)

Il est notamment responsable du Teatro de la Comedia (es) et du Teatro María Guerrero (es), ainsi que divers édifices religieux, comme l'église du Buen Suceso (es) et la Segunda iglesia del Buen Suceso (es), tous à Madrid,.
Il réalise diverses œuvres dans l'architecture résidentielle madrilène ou dans les bâtiments publics, telles que la façade du conseil provincial de Tolède, considéré comme faisant partie de l'architecture emphatique, ou l'hôpital et l'église du Buen Suceso. Il est aussi l'auteur de trois planches pour la série des Monumentos Arquitectónicos de España (es) (Monuments architecturaux d'Espagne, une collection de cahiers publiés à Madrid entre 1859 y 1881).
L'apogée de sa carrière se situe dans les années 1880 à Madrid. Dans la plupart de ses œuvres, Ortiz se montre comme étant un excellent interprète de l'éclectisme du XIXe siècle, où il alternait entre des projets où les modèles historiques avaient une grande place et d'autres où il improvisait un style au caractère plus représentatif, comme celui de la façade de Tolède, où les matériaux — pierres et briques — sont apparents alors qu'il tendait fortement à les couvrir dans ses autres œuvres, au moyen de moulages ou de reliefs de plâtres originaux.